# Нововолинський завод спеціального технологічного обладнання
Нововолинський завод спеціального технологічного обладнання — промислове підприємство в місті Нововолинськ Волинської області, яке припинило виробничу діяльність.

## Історія
Будівництво заводу відбувалося в 1975—1979 роках відповідно до десятого п'ятирічного плану розвитку народного господарства СРСР на основі міжурядової угоди СРСР, НДР і ПНР за програмою виробничої кооперації РЕВ. У 1979 році підприємство було введене в експлуатацію.
За радянських часів Нововолинський завод спеціального технологічного обладнання імені 60-річчя Великої Жовтневої соціалістичної революції входив до числа провідних підприємств міста й спеціалізувався на виготовленні спеціального технологічного устаткування для комплексної механізації й автоматизації робіт в електромотобудуванні та інших галузях електротехнічної промисловості (зокрема, виготовляв трансформатори, генератори й електродвигуни). Чисельність працівників підприємства становила до 5 тисяч осіб
Після проголошення незалежності України державне підприємство перетворили у відкрите акціонерне товариство.
У вересні 1993 року професійно-технічне училище № 11, яке знаходилося на балансі заводу, було передане в комунальну власність міста.
У серпні 1997 року завод включили в перелік підприємств, які мають стратегічне значення для економіки й безпеки України.
У 2015 році завод вже майже не функціонував (в одному з цехів виробляли опалювальні котли, металеві вхідні двері, дачні меблі та інші металовироби).
До початку 2017 року заводські приміщення були занедбані. У листопаді 2017 року було оголошено, що одне з нежитлових приміщень заводу (яке перейшло в приватну власність) буде переобладнане в готель з рестораном і сауною.